# Michal Michalík
Michal Michalík (Plzeň, 12 luglio 1980) è un pentatleta ceco.

## Palmarès
In carriera ha conseguito i seguenti risultati:
- Mondiali:

San Francisco 2002: argento nella gara a squadre.
Pesaro 2003: bronzo nell'individuale e nella gara a squadre.
Mosca 2004: argento nella gara a squadre.
Varsavia 2005: argento nella gara a squadre, bronzo nella staffetta.
Città del Guatemala 2006: bronzo nella gara a squadre.
Berlino 2007: argento nella gara a squadre, bronzo nella staffetta.
Londra 2009: argento nella gara a squadre.
- Europei

Usti nad Labem 2002: bronzo nella gara a squadre.
Usti nad Labem 2003: bronzo nella gara a squadre.
Albena 2004: argento nell'individuale e nella gara a squadre.
Mosca 2008: bronzo nella gara a squadre.
Lipsia 2009: bronzo nella staffetta.
Sofia 2012: bronzo nella gara a squadre.